# Số điện thoại ở Canada
Số điện thoại ở Canada tuân theo định dạng Hệ thống chuông có độ dài cố định, bao gồm mã quốc gia +1, theo sau là mã vùng gồm ba chữ số, mã văn phòng trung tâm ba chữ số (hoặc mã trao đổi) và mã trạm bốn chữ số. Điều này được thể hiện dưới dạng 1 NPA NXX-XXXX,  trong đó mã quốc gia là "1".
Các cuộc gọi nội hạt từ điện thoại cố định của Canada phải được quay số mà không có số '1' hàng đầu, được sử dụng làm tiền tố trung kế cho các cuộc gọi đường dài trong nước. Các cuộc gọi điện thoại từ Canada đến các quốc gia khác trong Kế hoạch đánh số Bắc Mỹ được gọi theo cùng định dạng (mười một chữ số) như các cuộc gọi trong nước. Các cuộc gọi ra nước ngoài đến các địa điểm bên ngoài mã quốc gia +1 được quay số với tiền tố quốc tế 011, theo sau là mã quốc gia và số quốc gia quan trọng.
| Tỉnh / Lãnh thổ                        | Mã (lớp phủ in nghiêng)                                              |
| -------------------------------------- | -------------------------------------------------------------------- |
| Alberta                                | 403, 587, 780, 825                                                   |
| British Columbia                       | 236, 250, 604, 778                                                   |
| Manitoba                               | 204, 431                                                             |
| New Brunswick                          | 506                                                                  |
| Newfoundland và Labrador               | 709                                                                  |
| Nova Scotia và Đảo Hoàng tử Edward     | 902, 782                                                             |
| Ontario                                | 226, 249, 289, 343, 365, 416, 437, 519, 548, 613, 647, 705, 807, 905 |
| Québec                                 | 418, 438, 450, 514, 579, 581, 819, 873                               |
| Saskatchewan                           | 306, 639                                                             |
| Yukon, Các Lãnh thổ Tây Bắc và Nunavut | 867                                                                  |

## Điện thoại di động
Vì người nhận cuộc gọi di động trả tiền thời gian phát sóng, số điện thoại di động tiêu chuẩn không khác biệt duy nhất với số điện thoại cố định và do đó tuân theo cùng định dạng và mã vùng như đối với điện thoại cố định. Số có thể được chuyển giữa điện thoại cố định và di động. Mã vùng 600 không được sử dụng hiếm khi được sử dụng là một ngoại lệ đối với mẫu này (không di động và cho phép điện thoại vệ tinh gọi điện thoại qua vệ tinh); một số trao đổi điện thoại cố định độc lập cũng không di động.
Các nhà cung cấp điện thoại di động đã hỗ trợ CDMA hoặc GSM; cả hai đang được thay thế bởi UMTS. Telus đã ngừng CDMA vào giữa năm 2015; Mạng CDMA của Bell Mobility, nhà cung cấp chính cuối cùng của loại đó, đã tối vào ngày 1 tháng 1 năm 2017.

## Số miễn phí và số cao cấp
Các số điện thoại miễn phí không theo địa lý (+1 800, 833, 844, 855, 866, 877, 888) và các số điện thoại có mức phí bảo hiểm (+ 1-900) được phân bổ từ cùng một khối như Hoa Kỳ tương ứng số. Các số có mã trao đổi +1 NPA 976-XXXX cũng là các cuộc gọi cao cấp đắt tiền.